# Облога Рагузи (866—868)
Облога Рагузи (сучасний Дубровник у Хорватії) аглабідами Іфрікії тривала п'ятнадцять місяців, починаючи з 866 р. Облогу зняли при наближенні візантійського флоту в 868 р. Невдача облоги та повторна поява візантійців в Далмації означали початок нової агресивної західної політики новим візантійським імператором Василієм I. Безпосередніми наслідками цього є відновлення візантійської влади у формі Теми Далмації та початок християнізації сербів та інших слов'янських племен західних Балкан, але протягом кількох років це призвело до відновлення візантійської участі, а також присутність їх на півдні Італії.

## Передісторія
На початку правління Василія I Македонського в 867 році візантійська влада над Сицилією та південною Італією була значно зменшена через розширення аглабідів Іфрікії; так само на Західних Балканах місцеві слов'янські племена - хорвати, серби, Захлубої, Тербуніти, Каналіти, Діоклетіани та Рентаной - відкинули візантійський сюзеренітет і знову почали відстоювали свою незалежність. Як результат, Адріатичне море стало здобиччю як слов'янських, так і сарацинських піратів, перші діяли біля берегів Далмації, а другі - з південних італійських баз у Барі, Таранто та Бріндізі.

## Облога та наслідки
Згідно з онуком Василя I, імператором 10 століття Костянтином VII Порфірогентотом, у 866 році Аглабіди розпочали великий морський похід проти узбережжя Далмації, з 36 кораблів під командуванням «Солдана» (Саудан, емір Аглабідського Барі), Саба з Таренто і берберський Калфун. Флот Аглабіда пограбував міста Бутова (Будва), Роса (Різан) та Декатера (Котор), перш ніж вирушити в облогу до Рагузи (Дубровник). Рагузанам вдалося протистояти облозі Аглабіда протягом п’ятнадцяти місяців, але, коли їхня сила зменшувалася, вони послали посланців до Константинополя шукати допомоги. Імператор Василь погодився допомогти їм і обладнав флот із 100 кораблів під командуванням досвідченого і здібного патрікіоса Нікетаса Оріфаса. Дізнавшись про свій підхід від деяких дезертирів, сарацини відмовились від облоги та повернулися до Барі.
Ця експедиція була першим прикладом нової наполегливої зовнішньої політики, яку Василь виступав на Заході. Слов'янські племена відправляли посланців до імператора, ще раз визнавши його сюзеренію. Імператор Василь відправляв чиновників, агентів та місіонерів до регіону, відновлюючи владу Візантії над прибережними містами та регіонами у вигляді нової теми Далмації, залишаючи слов'янські племінні князівства глибинки в значній мірі автономними при власних правителях; в цей час також почалася християнізація сербів та інших слов'янських племен.
Щоб забезпечити свої далматинські володіння та контроль над Адріатикою, імператор Василь зрозумів, що йому доведеться нейтралізувати сарацинські бази в Італії. З цією метою в 869 р. відправили інший флот, включаючи кораблі з Рагузи, які переправляли слов'янські контингенти, спільними зусиллями захопити Бар з Людовиком II Італійським. Хоча ця спроба зазнала невдачі, через два роки Барі впав до Луї. Нарешті, у 876 році місто потрапило під візантійський контроль, утворюючи столицю та ядро нової візантійської провінції, пізнішої теми Лонгобардія. Це розпочало більше десятиліття візантійської експансії, яка відновила імперський контроль над більшою частиною південної Італії, що триватиме до XI століття.